# 集合住宅

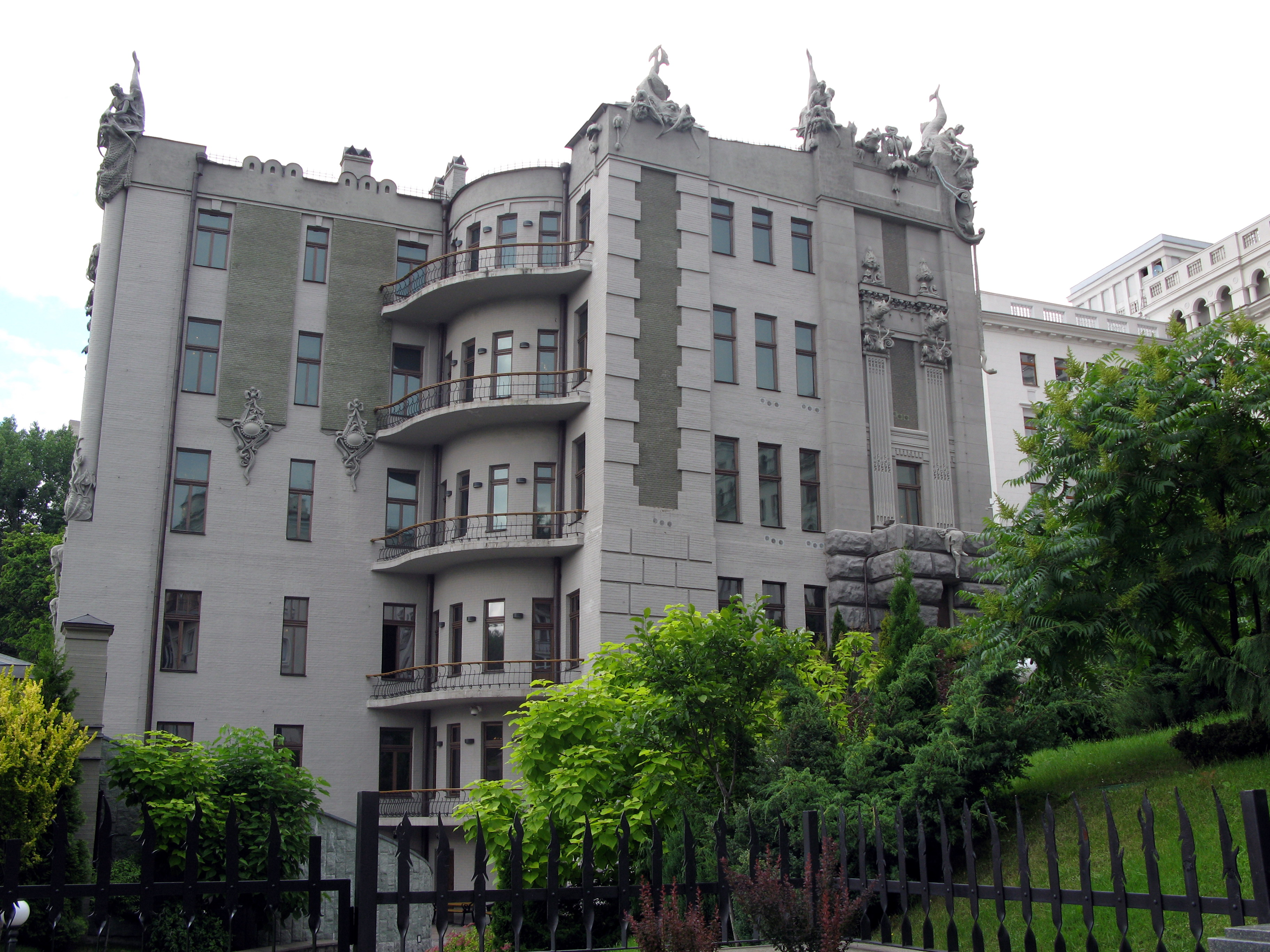
集合住宅

集合住宅（しゅうごうじゅうたく、英語: apartment complex）は、一つの建物の中に、複数の世帯が入居している住宅の形態。一軒家の対義語。

## 概要
法規上は共同住宅（きょうどうじゅうたく）と長屋（タウンハウス）に大別される。この最も古い例は、古代ローマ時代のインスラと呼ばれるローマ人が住んだ大規模なアパートである。これは歴史的建造物としても有名である。その他、古くからの集合住宅としては中国の客家の土楼が有名である。19世紀のベルリンでは、ミーツカゼルネ（Mietskaserne、賃貸集合住宅）という高層集合住宅が、ドイツ帝国政府主導のもとで建設されている。世界初の公営の集合住宅はロンドンのLCCによるバウンダリーストリート（Boundary Estate、1896年）である。
シンガポール、および中国の特別行政区の一つである香港とマカオ、果ては日本や韓国などの一部のアジア圏に見られるような国土が狭く、人口密度の高い地域、あるいは各国の都市部で多く建てられている。また、公営住宅の多くが共同住宅の形態をとっている。
日本では比較的規模の大きい鉄筋コンクリート造集合住宅をマンションと呼称する場合があるが、後述のように英語本来の表現ではない。なお、法令や国勢調査では「共同住宅」の語が用いられる。寮、病院等とは用途によって、長屋とは全住戸が敷地から建築物内を介さずに直接出入りする形態をとるか否かによって区別される。

## 分類

### 利用関係による分類
集合住宅は利用関係によって分譲住宅と賃貸住宅に分けられる。
- 分譲住宅
- 賃貸住宅
  - 社宅
  - 寮

### 住棟形式による分類
集合住宅は住棟形式によって、階段室型、片廊下型、中廊下型、ボイド型、センターコア型、ツインコリドール型などに分けられる。

## 集合住宅を表す言葉
アパートメント (apartment)
北米で集合住宅を意味する最も普通の語。各世帯の区画を指し、建物全体を指すには「apartment building」などと言い、日本で一般に使われる「マンション」はこれに当たる。
アパート
「アパートメント」を略した日本独特の表現。規模の小さい賃貸物件に限って使う。木造の建物には○○荘の名称を用いていることもある。
フラット (flat)
平ら、つまり、各世帯が1つの階に限定されているもの。イギリスや英連邦諸国でアパートメントの代わりによく使われる語。各世帯の区画を指し、建物全体を指すには複数形にする。
マンション (mansion)
英語で「大邸宅」。英語では、固有名詞として「〜Mansions」と名乗る集合住宅はあるが、一般名詞として集合住宅を意味することはなく、マンション＝鉄筋コンクリート造集合住宅と理解されるのは日本独特の表現（和製英語）。
コンドミニアム (condominium)
「共同管理」を意味するラテン語から。分譲形式のもの。
メゾン (maison)
フランス語で「家」「建物」。集合住宅という意味は特にない。語源は英語mansionと同じだが、大邸宅とは限らない。
タウンハウス (townhouse)
2つ以上の住宅を1棟に建て連ねたもので、各住宅が壁を共通にし、それぞれ別々に外部への出入口を有しているもの。長屋とも言う。「『テラスハウス』と呼ばれる住宅もここに含まれる」としている。
メゾネット (maisonnette)
フランス語で「小さなmaison」。1戸の住宅を区切って賃貸する。通常、各戸が複数階にまたがる。
コーポ
「コーポレートハウス (corporate house)」を略した表現で、日本において主に鉄筋コンクリート造や鉄骨造のマンションより小規模の賃貸集合住宅の建物名に使用される。「コーポラティブハウス」の略という説もあるが、一般的にそれとは無関係である。
フルシチョフカ（хрущёвка）
1960年代のソビエト連邦政府はこの形式の集合住宅をソ連邦内に数多く建設した。低コストで、パネル工法あるいはレンガで作られており、3階から5階建てである。建設にはその名前にある通り、ニキータ・フルシチョフが監督している。もともとこの建物は、成熟した共産主義によって住宅不足が軽減されるまでの、一時的な住宅であると考えられていた。フルシチョフは20年以内に社会主義から共産主義に移行できると予測した。その後、レオニード・ブレジネフは各家族に「1人1部屋の確保と1部屋分の追加」を約束したが、今日も多くの人がフルシチョフカに住み続けている。
プラッテンバウ
主に旧東ドイツで建設されたプレハブ工法の集合住宅。
団地（だんち）
似た用途の建物などが集まった区域。

## 著名な集合住宅

### 日本
歴史に残る集合住宅の例を以下に示す。
- 上野倶楽部（1910年） - 上野に建設された木造5階建の洋風建築。初めてのアパートと言われる。
- 軍艦島「30号棟」（1916年） - 軍艦島に建設された日本最古の鉄筋コンクリート(RC)造のアパート「30号棟」
- （旧）宮益坂ビルディング（1953年竣工） - 日本初の分譲マンション（分譲主：東京都）。
- 四谷コーポラス（1956年竣工） - 日本初の民間分譲マンション。

日本建築学会賞作品賞の受賞対象となった集合住宅作品を以下に示す。
| 竣工年 | 作品名                                | 設計者             | 所在地                 |
| ------ | ------------------------------------- | ------------------ | ---------------------- |
| 1969年 | 桜台コートビレジ                      | 内井昭蔵           | 神奈川県横浜市青葉区   |
| 1986年 | GAZEBO                                | 山本理顕           | 神奈川県横浜市神奈川区 |
| 1991年 | ネクサスワールド レム・コールハース棟 | レム・コールハース | 福岡県福岡市東区       |
| 1993年 | 用賀Aフラット                         | 早川邦彦           | 東京都世田谷区         |
| 1994年 | 熊本県営竜蛇平団地                    | 元倉眞琴           | 熊本県熊本市           |
| 1999年 | 中島ガーデン                          | 松永安光           | 静岡県富士市           |
| 2000年 | 熊本県立農業大学校学生寮              | 藤森照信           | 熊本県合志市           |
| 2000年 | W-HOUSE                               | 渡辺明             | 東京都目黒区           |
| 2006年 | 洗足の連結住棟                        | 北山恒・金田勝徳   | 東京都大田区           |

その他に著名なものとしては以下のようなものがある
- 晴海団地高層アパート（東京都中央区 1958年 前川國男　現存しない）
- 西長堀アパート（大阪府大阪市西区 1958年）
- 市営基町高層アパート（広島県広島市中区 1978年 大高正人　DOCOMOMO JAPAN選定 日本におけるモダン・ムーブメントの建築選定）

### 海外
ユネスコの世界遺産リスト登録物件となっている集合住宅を以下に示す。
- ベルリンのモダニズム集合住宅群（ドイツ）
- 福建土楼（中華人民共和国）
- マルセイユのユニテ・ダビタシオンほか